# 과거 지역별 구매력 기준 GDP 목록
과거 지역별 구매력 기준 GDP 목록은 선사시대부터 지금까지의 인류의 경제총생산 수준을 집계한 것이다. 과거 역사를 분석하여 학자마다 내놓았다.

## 세계

폴 바이로크의 경제 그래프

### 1세계와 3세계 비교
경제 사학자 폴 바이로크는 국민총소득을 기준으로 1750년~1990년의 전인류 경제사를 연구했다. 그리고 제1세계와 제3세계를 구분하여 통계를 냈는데, 처음엔 제3세계보다 빈곤했던 제1세계가 불과 2세기 안에 제1세계가 제3세계보다 3배나 부유해졌다. 제1세계에는  유럽,  미국,  캐나다,  일본,  싱가포르,  한국이 들어간다.

Angus Maddison은 OECD 연구위원였던 통계학자다. 그는 통계 경제사학에 관한 권위자다.

| 연도 | 1960년 달러 | 1960년 달러 | 1990년 달러 | 1990년 달러 |
| 연도 | 제3세계     | 제1세계     | 제3세계     | 제1세계     |
| ---- | ----------- | ----------- | ----------- | ----------- |
| 1750 | 112         | 35          | 495         | 155         |
| 1800 | 137         | 47          | 605         | 208         |
| 1830 | 150         | 67          | 662         | 296         |
| 1860 | 159         | 118         | 702         | 521         |
| 1900 | 184         | 297         | 813         | 1,312       |
| 1913 | 217         | 430         | 958         | 1,899       |
| 1928 | 252         | 568         | 1,113       | 2,508       |
| 1938 | 293         | 678         | 1,294       | 2,994       |
| 1950 | 338         | 889         | 1,493       | 3,926       |
| 1970 | 810         | 2,450       | 3,577       | 10,820      |
| 1980 | 1,280       | 3,400       | 5,653       | 15,015      |
| 1990 | 1,730       | 4,350       | 7,640       | 19,210      |

### 1년-2020년
영어권 통계학자 Angus Maddison은 서기 1년-서기 2020년까지의 경제력을 모두 구했다. 흥미로운 점은 현존 국가의 영토 위에서 벌어진 역사를 기준으로 구분했다는 점에 있다. 그래서 과거와 현재의 경제력 변화를 한 눈에 볼 수가 있다.

#### 1년-1500년
고대부터 중세시대에 해당하는 시대다. 로마와 한 제국이 1년에 출현했고, 13세기에는 몽골 제국의 출현, 16세기에는 이탈리아에 풍족한 무역도시, 중동에는 오스만 제국이 출현한다.
| 지역/국가 | 1년         | 1년 | 1년     | 지역/국가 | 1000년      | 1000년 | 1000년  | 지역/국가 | 1500년       | 1500년 | 1500년     |
| --------- | ----------- | --- | ------- | --------- | ----------- | ------ | ------- | --------- | ------------ | ------ | ---------- |
| 세계      | 1,054억     | 467 | 2억명   | 세계      | 1,203억     | 450    | 3억명   | 세계      | 2,484억      | 566    | 5억명      |
| 인도      | 337억       | 450 | 7,500만 | 인도      | 337억       | 450    | 7,500만 | 중국      | 618억        | 600    | 1억300만   |
| 중국      | 268억       | 450 | 5,900만 | 중국      | 265억       | 450    | 5,900만 | 인도      | 605억        | 550    | 1억1,000만 |
| 이탈리아  | 64억        | 809 |         | 프랑스    | 27억6,400만 |        |         | 프랑스    | 195억3,900만 |        |            |
| 프랑스    | 23억        | 473 |         | 독일      | 14억3,500만 |        |         | 이탈리아  | 115억5,000만 |        |            |
| 스페인    | 18억6,700만 | 498 |         | 일본      | 31억        |        |         | 러시아    | 84억5,800만  |        |            |
| 러시아    | 15억6,000만 |     |         | 러시아    | 28억4,000만 |        |         | 일본      | 77억         | 550    | 1,800만    |
| 독일      | 12억2,500만 |     |         | 이탈리아  | 22억5,000만 |        |         | 스페인    | 44억9,500만  |        |            |
| 일본      | 12억        |     |         | 스페인    | 18억        |        |         | 멕시코    | 31억         |        |            |
| 멕시코    | 8억8,000만  |     |         | 멕시코    | 18억        |        |         | 영국      | 28억1,500만  |        | 380만      |
| 영국      | 3억2,000만  |     |         | 영국      | 8억         |        |         | 미국      | 8억          |        |            |
| 미국      | 2억7,200만  |     |         | 미국      | 5억2,000만  |        |         |           |              |        |            |
|           |             |     |         |           |             |        |         |           |              |        |            |

##### 중세시대 기준으로 국가 구분을 한 순위
| 지역/국가     | 1000년      | 1000년 | 1000년    | 지역/국가     | 1200년  | 1200년 | 1200년    | 지역/국가     | 1300년  | 1300년 | 1300년    | 지역/국가         | 1500년  | 1500년 | 1500년     |
| ------------- | ----------- | ------ | --------- | ------------- | ------- | ------ | --------- | ------------- | ------- | ------ | --------- | ----------------- | ------- | ------ | ---------- |
| 세계          | 1,203억     | 450    | 3억명     | 세계          | 1,925억 | 550    | 3.5억명   | 세계          | 2,400억 | 600    | 4억명     | 세계              | 3,250억 | 650    | 5억명      |
| 송나라        | 265억       | 450    | 5,900만명 | 송나라        | 280억   | 900    | 4,000만명 | 원나라        | 450억   | 700    | 7,500만명 | 명나라            | 618억   | 600    | 1억2,500만 |
| 촐라 왕조     | 337억       | 450    | 1,800만명 | 구리드 왕조   | 200억   | 600    | 4,000만명 | 일 칸국       |         |        | 3,500만명 | 비자야나가라 제국 | 90억    | 550    | 1,800만명  |
| 찰루키아      | 337억       | 450    | 1,300만명 | 금나라        | 160억   | 650    | 2,600만명 | 킵차크 칸국   |         |        | 1,600만명 | 프랑스 왕국       | 195억   |        | 1,600만명  |
| 비잔틴        |             | 400    | 1,200만명 | 프랑스 왕국   | 80억    | 650    | 1,400만명 | 델리 술탄국   |         |        | 1,500만명 | 벵골 왕국         |         |        | 1,600만명  |
| 신성로마제국  | 14억3,500만 | 400    | 1,100만명 | 신성로마제국  | 70억    | 550    | 1,300만명 | 프랑스 왕국   | 80억    | 650    | 1,400만명 | 신성로마제국      |         |        | 1,600만명  |
| 파티마 왕조   | 50억        | 400    | 1,250만명 | 일본          | 50억    | 500    | 1,000만명 | 신성로마제국  | 70억    | 550    | 1,300만명 | 아시카가 막부     | 77억    | 550    | 1,500만명  |
| 프랑스 왕국   | 27억6,400만 | 425    | 720만명   | 비잔틴        | 56억    | 800    | 700만명   | 일본          | 50억    | 500    | 1,000만명 | 잉카 제국         |         |        | 1,200만명  |
| 일본          | 31억        | 466    | 700만명   | 키예프 루스   | 30억    | 500    | 600만명   | 차가타이 칸국 |         |        | 950만명   | 오스만 제국       | 64억    | 590    | 1,100만명  |
| 코르도바 왕조 |             |        | 690만명   | 대월          | 22억    | 550    | 450만명   | 대월          |         |        | 550만명   | 스페인 제국       |         |        | 850만명    |
| 부이 왕조     |             |        | 650만명   | 아바스 왕조   | 28억    | 700    | 400만명   | 비잔틴        |         |        | 500만명   | 대월              |         |        | 830만명    |
| 키예프 루스   |             |        | 540만명   | 쿠만-킵차크   | 16억    | 500    | 380만명   | 오스만 제국   |         |        | 450만명   | 폴란드-리투아니아 |         |        | 750만명    |
| 톨텍 제국     |             |        | 450만명   | 고려          | 11억    | 300    | 350만명   | 고려          |         | 300    | 400만명   | 아즈텍 제국       |         |        | 600만명    |
| 요나라        |             |        | 320만명   | 잉글랜드      | 21억    | 700    | 300만명   | 맘루크 술탄국 |         |        | 300만명   | 맘루크 술탄국     |         |        | 480만명    |
| 대월          |             |        | 310만명   | 시칠리아 왕국 | 20억    | 800    | 250만명   |               |         |        |           | 헝가리 왕국       |         |        | 480만명    |
| 고려          | 9억         | 300    | 307만명   | 헝가리 왕국   | 14억    | 700    | 200만명   |               |         |        |           | 조선              | 16억    | 400    | 450만명    |
| 와리 제국     |             |        | 300만명   |               |         |        |           |               |         |        |           | 크메르 제국       |         |        | 350만명    |

#### 1600년-1900년
근세부터 근대까지에 해당하는 시대다. 앵거스 매디슨 표에서 콕 집은 1820년은 산업 혁명 시기이고, 1870년은 2차 산업혁명인 전기 혁명 시대다. 산업혁명의 최대 수혜자인  영국과  프랑스가 세계를 식민지로 만들던 시대였다.
| 지역/국가 | 1600년  | 1600년 | 1600년     | 지역/국가 | 1700년     | 1700년 | 1700년     | 지역/국가 | 1820년      | 1820년 | 1820년      | 지역/국가  | 1870년      | 1870년 | 1870년  |
| --------- | ------- | ------ | ---------- | --------- | ---------- | ------ | ---------- | --------- | ----------- | ------ | ----------- | ---------- | ----------- | ------ | ------- |
| 세계      | 3,315억 | 596    | 5.5억      | 세계      | 3,714억    | 616    | 6억        | 세계      | 6,945억     | 667    | 7.1억       | 세계       | 1조1,109억  | 873    | 15억명  |
| 중국      | 960억   | 600    | 1억6천만   | 인도      | 907억      | 550    |            | 중국      | 2,286억     | 600    | 3억 8,000만 | 중국       | 1,897억     | 530    | 4억     |
| 인도      | 742억   | 550    | 1억3,500만 | 중국      | 828억      | 600    | 1억3,000만 | 인도      | 1,114억     | 533    |             | 인도       | 1,348억     | 533    |         |
| 프랑스    | 155억   |        | 1,800만    | 프랑스    | 195억      |        |            | 러시아    | 376억       |        |             | 영국       | 1,001억     |        |         |
| 이탈리아  | 144억   |        |            | 러시아    | 161억      |        |            | 영국      | 362억       | 2,182  | 3,240만     | 미국       | 983억       | 3,700  | 4,200만 |
| 독일      | 126억   |        | 2,000만    | 이탈리아  | 146억      |        |            | 프랑스    | 354억       |        |             | 러시아     | 836억       |        | 6,100   |
| 러시아    | 114억   |        | 1,400만    | 독일      | 136억      |        |            | 독일      | 268억       |        |             | 프랑스     | 721억       |        | 3,300   |
| 일본      | 96억    |        | 2,200만    | 일본      | 153억      |        |            | 이탈리아  | 225억       |        |             | 독일       | 721억       | 2,360  | 3,920만 |
| 스페인    | 70억    |        |            | 영국      | 107억      |        |            | 일본      | 207억       |        |             | 이탈리아   | 418억       |        |         |
| 영국      | 60억    |        | 560        | 스페인    | 74억       |        |            | 미국      | 125억       | 2,080  | 998만       | 일본       | 253억       | 985    | 3,400만 |
| 네덜란드  | 20억    |        |            | 네덜란드  | 40억       |        |            | 스페인    | 122억       |        |             | 스페인     | 195억       |        |         |
| 멕시코    | 11억    |        |            | 멕시코    | 25억       |        |            | 멕시코    | 50억        |        |             | 인도네시아 | 160억       |        |         |
| 미국      | 6억     |        |            | 스웨덴    | 12억       |        |            | 튀르키예  | 49억        |        |             | 튀르키예   | 144억       |        |         |
|           |         |        |            | 스위스    | 10억       |        |            | 네덜란드  | 46억        |        |             | 네덜란드   | 99억        |        |         |
|           |         |        |            | 미국      | 5억2,000만 |        |            | 스웨덴    | 41억        |        |             | 스웨덴     | 69억        |        |         |
|           |         |        |            |           |            |        |            | 멕시코    | 37억1,400만 |        |             | 멕시코     | 62억1,400만 |        |         |
|           |         |        |            |           |            |        |            | 태국      | 35억        |        |             | 태국       | 55억        |        |         |
|           |         |        |            |           |            |        |            | 조선      | 28억        | 290    | 930만       | 조선       | 35억        | 360    | 970만   |

#### 1920년-1989년
세계대전과 냉전을 벌인 현대시대다. 역설적이게도 전세계가 전란이거나 군비경쟁에 휘말린 이 때 인류는 이 1세기에 12배의 경제성장, 2.5배의인구성장을 겪었다. 특히 1950년부터 1970년까지는 불과 20년만에 세계경제가 3배 성장하고, 1세계 국가들의 중산층이 많아진 자본주의 황금기라고 불린다. 이 때 세계 무대의 주인공였던 나라는  미국,  소련,  일본,  독일같은 제조업 대국였다. 특히  일본은 30배 이상의 경제성장을 이룩한 기회의 시기였고, 자유무역과 제조업 시대 속에서 역량을 발휘해 세계 2위 경제대국으로 발돋음하였다.
| 지역/국가 | 1920년     | 1920년 | 1920년     | 지역/국가 | 1950년     | 1950년 | 1950년     | 지역/국가 | 1973년      | 1973년 | 1973년     | 지역/국가 | 1989년      | 1989년 | 1989년     |
| --------- | ---------- | ------ | ---------- | --------- | ---------- | ------ | ---------- | --------- | ----------- | ------ | ---------- | --------- | ----------- | ------ | ---------- |
| 세계      | 2조7,730억 | 1,526  | 22억       | 세계      | 5조3,310억 | 2,113  | 27억       | 세계      | 16조220억   | 4,091  | 40억       | 세계      | 26조5,760억 | 6,516  | 51억       |
| 미국      | 5,500억    | 4,800  | 1억600만   | 미국      | 1조2,860억 | 9,000  | 1억5,200만 | 미국      | 2조3,150억$ |        | 2억1,100만 | 미국      | 5조7,000억  | 22,000 | 2억4,700만 |
| 영국      | 2,600억    |        |            | 소련      | 5,100억    |        |            | 소련      | 9,270억$    |        | 2억4,000만 | 일본      | 3조600억    | 24,860 | 1억2,300만 |
| 중국      | 2,400억    | 552    | 4억3천만명 | 영국      | 3,478억    |        |            | 일본      | 8,319억$    |        | 1억870만   | 소련      | 2조370억    | 7,700  | 2억7,000만 |
| 독일      | 2,100억    | 3770   | 6080만     | 중국      | 2,449억    | 448    | 5억4천만명 | 독일      | 6,953억$    |        | 7,800만명  | 중국      | 2조518억    | 1,800  | 12억       |
| 프랑스    | 1,800억    |        |            | 독일      | 2,653억    | 3,900  | 6830만     | 프랑스    | 3,620억$    |        |            | 독일      | 1조3,020억  | 18,000 | 7,800만명  |
| 러시아    | 1,700억    |        |            | 인도      | 2,222억    | 619    |            | 영국      | 3,400억$    |        |            | 프랑스    | 1조690억$   |        |            |
| 인도      | 1,600억    | 673    |            | 프랑스    | 2,200억    |        |            | 이탈리아  | 3,272억$    |        |            | 이탈리아  | 1조60억$    |        |            |
| 일본      | 1,210억    | 2,265  | 5,500만명  | 이탈리아  | 1,640억    |        |            | 캐나다    | 2,790억$    |        |            | 영국      | 1조20억$    |        |            |
|           |            |        |            | 일본      | 1,609억    | 2,200  | 7,500만    | 중국      | 2,619억$    | 830    | 8억8천만명 | 캐나다    | 6,000억$    |        |            |
|           |            |        |            |           |            |        |            | 인도      |             | 853    |            | 한국      | 3,200억$    | 7,600  | 4,000만명  |

#### 1995년-2020년
인터넷을 포함해 미국이 IT 산업으로 부흥하는 시기였다.  중국은 20배의 고도성장을 해서 세계 2위 경제대국으로 발돋음하여 미국과 패권 경쟁을 한다.
| 지역/국가      | 1995년      | 1995년 | 1995년 | 지역/국가 | 2005년       | 2005년 | 2005년  | 지역/국가      | 2015년       | 2015년 | 2015년 | 지역/국가 | 2020년       | 2020년 | 2020년 |
| -------------- | ----------- | ------ | ------ | --------- | ------------ | ------ | ------- | -------------- | ------------ | ------ | ------ | --------- | ------------ | ------ | ------ |
| 세계           | 31.1조$     |        | 57억   | 세계      | 42.5조$      |        | 63억    | 세계           | 71.8조$      |        | 73억   | 세계      | 89조$        |        | 77억   |
| 미국           | 7조7,870억$ | 27,700 |        | 미국      | 11조7,200억$ |        |         | 미국           | 18조6,820억$ |        | 3.2억  | 미국      | 21조7,710억$ | 65,200 | 3.3억  |
| 일본           | 5조2,390억$ | 40,200 | 1.3억  | 일본      | 4조5,730억$  |        | 1.2억   | 중국           | 11조1,310억$ |        | 14억   | 중국      | 14조8,850억$ | 10,200 | 15억?  |
| 독일           | 2조5,550억$ |        |        | 독일      | 2조6,040억$  |        |         | 일본           | 4조8990억$   |        | 1.2억  | 일본      | 5조2,460억$  | 41,000 | 1.2억  |
| 프랑스         | 1조6,020억$ |        |        | 영국      | 2조1,790억$  |        |         | 독일           | 3조4510억$   |        |        | 독일      | 3조9,050억$  | 46,200 | 0.8억  |
| 영국           | 1조3,660억$ |        |        | 프랑스    | 1조9,350억$  |        |         | 영국           | 2조7,050억$  |        |        | 인도      | 3조220억$    | 1,800  | 13억?  |
| 이탈리아       | 1조2,210억$ |        |        | 중국      | 1조7,620억$  | 4,803  |         | 프랑스         | 2조4,690억$  |        |        | 프랑스    | 2조8,250억$  | 40,200 | 0.6억  |
| 브라질         | 7,960억$    |        |        | 이탈리아  | 1조6,530억$  |        |         | 인도           | 2조2,810억$  |        |        | 영국      | 2조7,370억$  | 42,000 | 0.6억  |
| 중국           | 7,780억$    |        |        | 스페인    | 9,610억$     |        |         | 이탈리아       | 1조8,730억$  |        |        | 이탈리아  | 1조9,910억$  | 30,600 |        |
| 캐나다         | 6,020억$    |        |        | 캐나다    | 9,370억$     |        |         | 브라질         | 1조7,960억$  |        |        | 브라질    | 1조8,760억$  | 6,400  | 2.1억  |
| 스페인         | 5,940억$    |        |        | 한국      | 8,980억$     | 18,000 | 4,800만 | 캐나다         | 1조6,150억$  |        |        | 캐나다    | 1조7,360억$  | 42,000 | 0.4억  |
| 한국           | 5,300억$    | 12,000 | 0.4억  | 브라질    | 8,920억$     |        |         | 대한민국       | 1조4,300억$  | 28,000 | 0.5억  | 러시아    | 1조6,900억$  | 9,900  | 1.4억  |
| 네덜란드       | 4,100억$    |        |        | 멕시코    | 8,600억$     |        |         | 오스트레일리아 | 1조2,500억   |        |        | 대한민국  | 1조6,400억$  | 29,000 | 0.5억  |
| 오스트레일리아 | 3,790억$    |        |        | 인도      | 8,300억$     | 2,160  |         | 멕시코         | 1조2,300억   |        |        |           |              |        |        |

## 유럽
미국-1653억달러
영국:1300억달러
독일제국:1247억달러
프랑스:1213억달러
오스트리아 헝가리:1032억달러
노르웨이 스웨덴:962억 달러
스폐인:813억달러
이탈리아 왕국:783억달러
포르투갈:712억달러
그리스:700억달러
루마니아:523억달러
불가리아:510억달러
세르비아:470억달러
알바니아:300억달러

## 같이 보기
- 구매력 평가 기준 국내 총생산순 나라 목록
- 경제학